# Kalkar

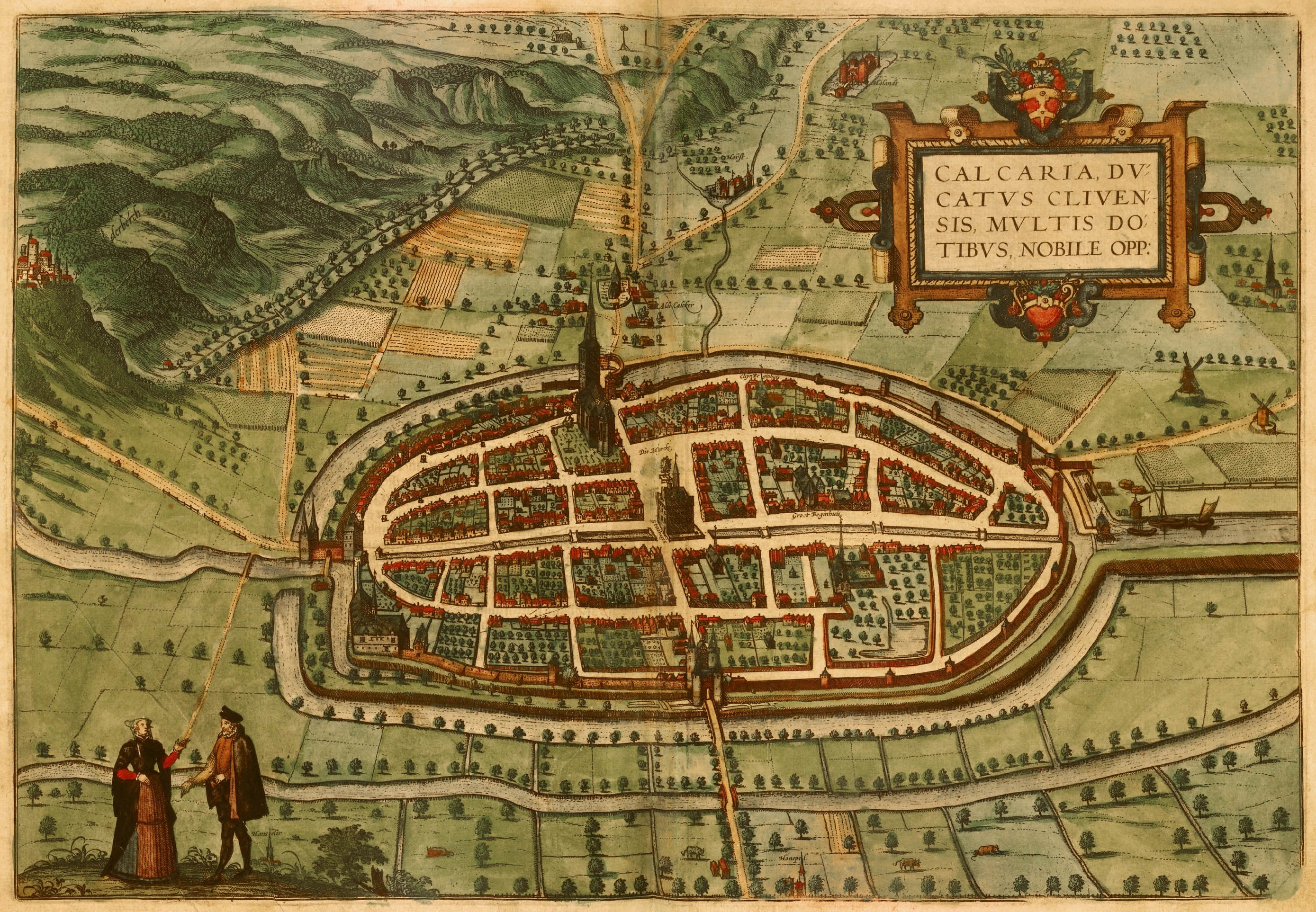
Kaart van Kalkar in 1575

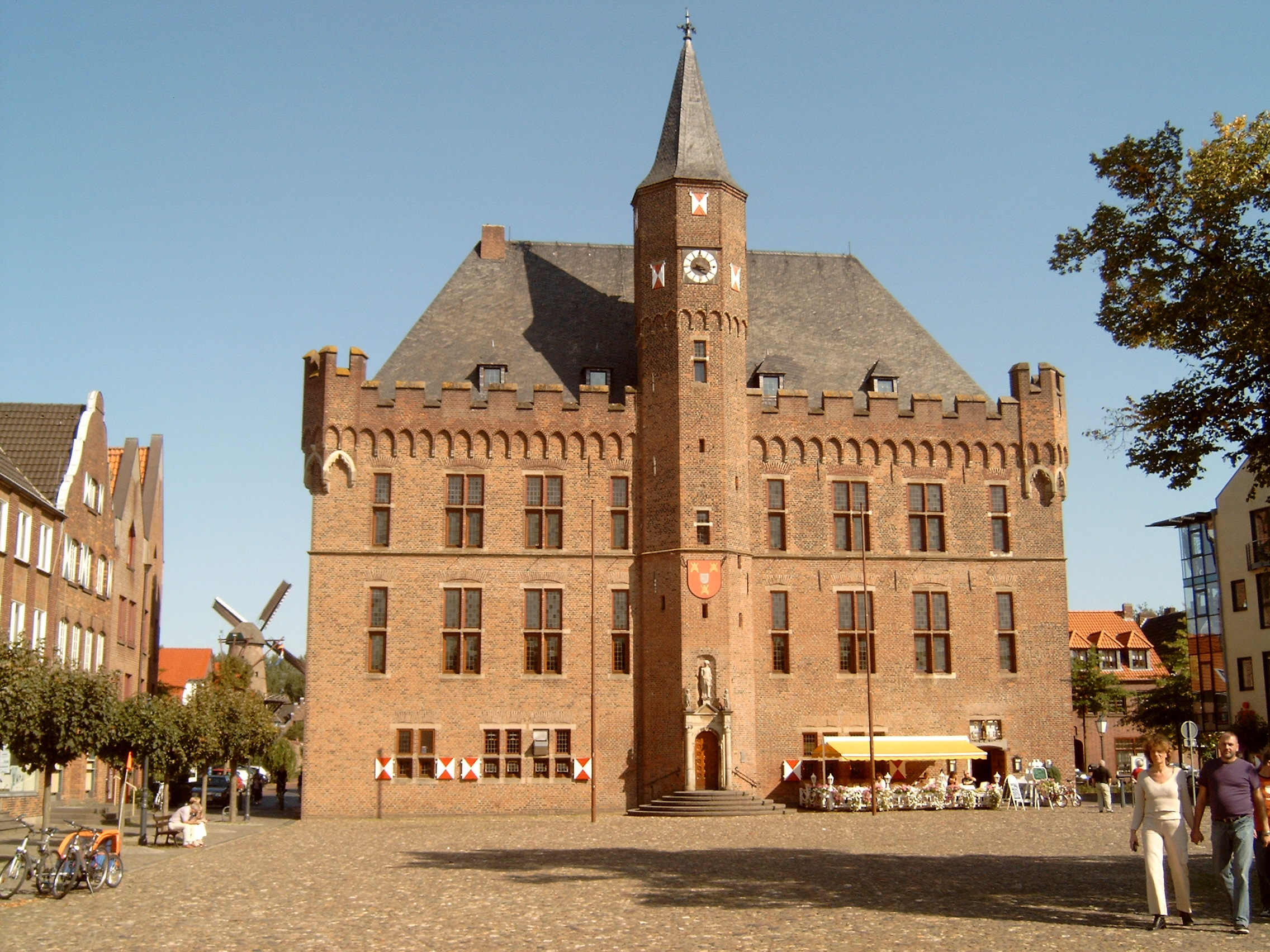
Het raadhuis van Kalkar

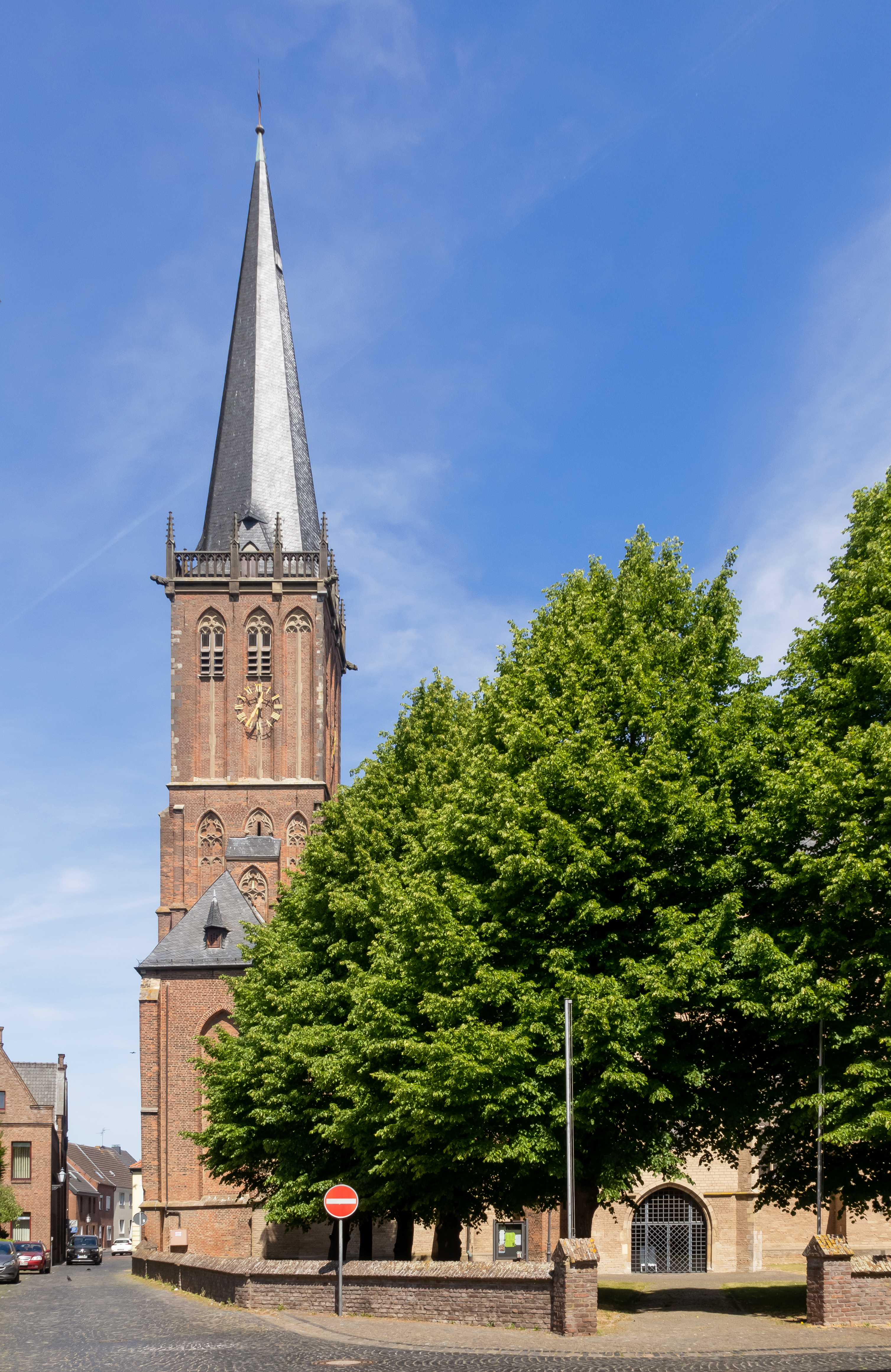
De St. Nicolaikerk in Kalkar

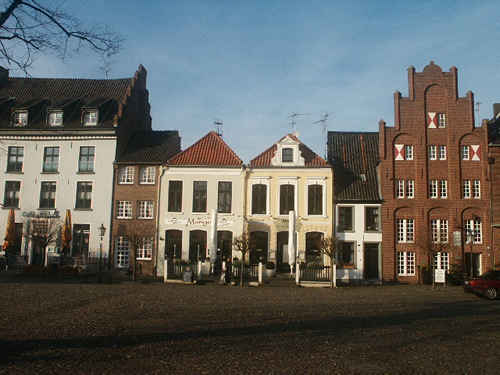
Marktplein met historische gevels

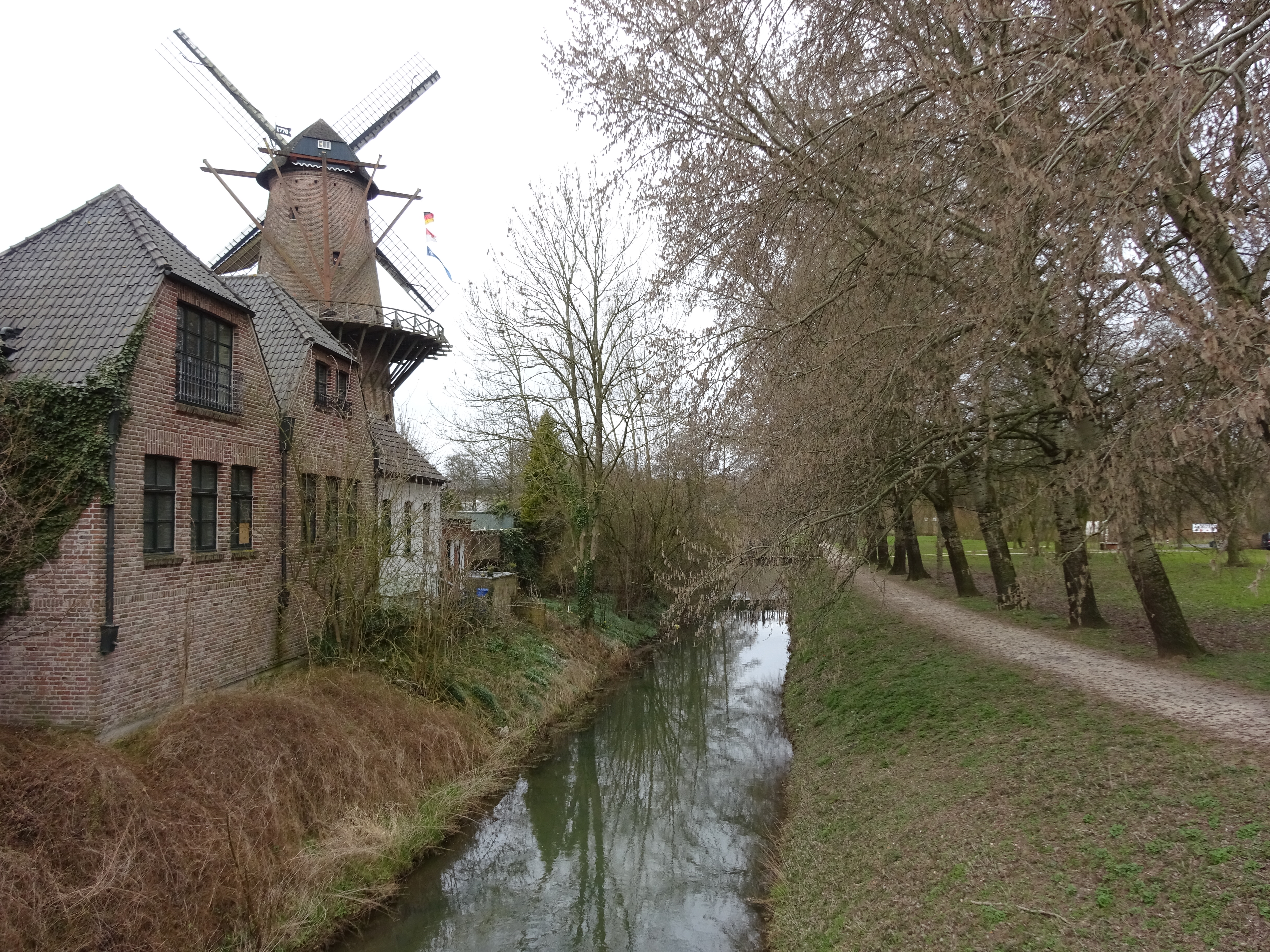
Leybach met Kalkarer Mühle

Kalkar is een stad en gemeente in de Duitse deelstaat Noordrijn-Westfalen, gelegen in Kreis Kleve in de Nederrijnregio. Op 31 december 2020 telde de gemeente 13.944 inwoners op een oppervlakte van 88,23 km². De gemeente bestaat uit verschillende kerkdorpen. Kalkar ligt op enkele kilometers ten zuiden van de Rijn en is aangesloten bij het samenwerkingsverband Euregio Rijn-Waal. Door het centrum van de stad Kalkar stromen de beken Leybach en Kalflack.

## Geschiedenis
De stad Kalkar behoort tot de oude Hanzesteden, die als hedendaagse stedenband opnieuw ieder jaar samenkomen voor de zogenaamde Hanzedagen.

### Het ontstaan van de gemeente
Op 1 juli 1969 werden de voormalige gemeentes Altkalkar, Appeldorn, Bylerward, Grieth, Hanselaer, Hönnepel, Kalkar, Neulouisendorf, Niedermörmter, Wissel en Wisselward van het Amt Kalkar en de gemeente Emmericher Eyland van het Amt Griethausen samengevoegd tot de nieuwe gemeente Stadt Kalkar. De nieuwe gemeente had nu dertien stadsdelen en 10.000 inwoners.

### De kerncentrale
Kalkar was in de jaren zeventig en tachtig bij Nederlanders vooral bekend vanwege de bouw van een kerncentrale, waar ook Nederland aan meebetaald heeft. De kweekreactor in Kalkar werd in 1985 opgeleverd. Door het aanhoudende protest van de antikernenergiebeweging en de steeds alarmerender rapporten over de veiligheid van dit type reactor werd in 1991 definitief van ingebruikname afgezien.

## Bezienswaardigheden

### Attractiepark Wunderland Kalkar
Nadat de centrale, gelegen in de Kalkarse buurtschap Hönnepel aan de Rijn, enkele jaren te koop had gestaan nam in 1995 de Nederlandse ondernemer Hennie van der Most de gebouwen over en vestigde er hotels en een pretpark. Deze onderneming heette eerst Kernwasser Wunderland en werd in 2005 herdoopt in Wunderland Kalkar.

### Historische stadskern
Op het marktplein van Kalkar staat het raadhuis dat in historische stijl herbouwd is, omringd door vele huizen met historische gevels. Zeer bezienswaardig in Kalkar is St. Nicolaikerk. Deze kerk dateert uit 1409-1450 en bezit onder andere zeven retabels uit de late gotiek en de vroege renaissance. Deze kerk werd tijdens de Tweede Wereldoorlog zwaar beschadigd maar later weer gerestaureerd. Achter het raadhuis ligt het gemeentelijk museum dat het stadsarchief herbergt en waar de Verein der Freunde Kalkars e.V. wisselende exposities van beeldende kunst organiseert.
In de Kalkarer Mühle, een historische windmolen aan de Leybach, is een horecagelegenheid; de molen is te bezichtigen en er wordt meel gemalen voor de bakkerij.

### Kerkdorpen, buurtschappen en poldergebieden
De bevolking is overwegend rooms-katholiek. Feesten zoals Carnaval, Pasen, Hemelvaartsdag en Sacramentsdag worden in deze regio op gepaste wijze gevierd. In de omliggende gebieden zijn veel boerderijen en moderne landbouwbedrijven gevestigd (koeien, tarwe, maïs, boomgaarden met appels). Het noaberschap is er traditie; het verenigingsleven bestaat onder andere uit carnavalsverenigingen, schuttersverenigingen, kegelclubs en vrijwillige brandweer.
Altkalkar
Altkalkar is een woonwijk gelegen nabij het centrum van Kalkar aan de Nederrijnse Heuvelrug, die zich kenmerkt door een glooiend landschap met uitzicht op de St. Nicolaikerk en de laagvlakte van de Rijn. Hier stroomt vanaf Xanten de Leybach.
Appeldorn
Waterburcht Burg Boetzelaer in Appeldorn, op de zuidelijke Rijnoever tegenover Rees, is in 1997-2004 gerestaureerd en wordt onder andere als hotelaccommodatie gebruikt. De plaats is bekend om zijn carnavalsoptocht op de dinsdagmorgen na Rosenmontag. Er bevindt zich een golfpark nabij de historische windmolen Mühlenhof.
Emmericher Eyland
Emmericher Eyland ligt in het midden van een vlak poldergebied tussen Wissel en de Rijn.
Bylerward
In de polder Bylerward is veel landbouw; de meeste oude bedrijven liggen op terpen.
Grieth
In het oude vissersdorp Grieth aan de Rijn is een Heimat-museum gevestigd. Het plaatsje is bekend om zijn vismarkt, die jaarlijks vele bezoekers trekt. Er bevindt zich een sportterrein van de voetbalvereniging Grieth.
Hanselaer
Hanselaer kenmerkt zich door een authentiek 16e-eeuws dorpsgezicht. De fietsroute Via Romana, die loopt van Xanten naar Nijmegen komt op de noordelijke en op de zuidelijke route door het dorp.
Hönnepel
In Hönnepel bevindt zich het attractiepark Wunderland Kalkar. Ook zijn er boomgaarden en bedrijven voor zandwinning. Hönnepel grenst aan de recreatieplas de Wisseler See.
Kehrum
De buurtschap Kehrum ligt in het zuiden van de gemeente aan de weg naar Xanten en telde in 2005 een kleine 900 inwoners. In Kehrum bevond zich een grote melkfabriek, die in 2011 gesloten werd.
Niedermörmter
Niedermörmter ligt direct aan de Rijn aan de weg naar Rees waarmee het door een brug en een zomerpont voor fietsers en voetgangers verbonden is.
Wissel
Het kerkdorp Wissel is gelegen aan de Wisseler See die door zandwinning ontstaan is. Deze recreatieplas is sinds decennia een zomers toevluchtsoord voor stedelingen uit de regio Nederrijn en het Ruhrgebied; er is een vakantiepark met bungalows en een camping. Ook is er een manege waar paardensport kan worden beoefend. Naast de voormalige Stiftskerk St. Clemens bevindt zich een Stiftsmuseum, waar op de begane grond wisselende exposities van beeldende kunst te zien zijn. In het natuurgebied de Wisseler Dünen bevond zich tot 2017 een start- en landingsbaan voor zweefvliegtuigen. In Wissel vindt ieder jaar een oogstfeest plaats.
Wisselward
Wisselward is een poldergebied aan de Rijn tussen Grieth en Hönnepel. Er zijn veel zandgaten en er zijn boomgaarden voor fruitteelt.

### Kalflack
Het riviertje de Kalflack loopt vanaf het centrum van Kalkar in de richting van Emmerik en mondt daar bij een gemaal van het waterschap Xanten-Kleve uit in de Rijn. Het was vroeger bevaarbaar en vormt over een gedeelte van negen kilometer de natuurlijke grens met de gemeente Bedburg-Hau. Het aangrenzende natuurpark waarin het riviertje ligt is het Deichvorland bei Grieth mit Kalflack.

## Partnersteden
- Gendt (Nederland)
- Juvignac (Frankrijk)
- Wolin (Polen), sinds 24 maart 2012

## Aangrenzende gemeenten
| Aangrenzende gemeenten | Aangrenzende gemeenten | Aangrenzende gemeenten | Aangrenzende gemeenten | Aangrenzende gemeenten |
| ---------------------- | ---------------------- | ---------------------- | ---------------------- | ---------------------- |
| Kleef                  |                        | Emmerik                |                        |                        |
|                        |                        |                        |                        |                        |
| Bedburg-Hau            | Rees                   |                        |                        |                        |
|                        |                        |                        |                        |                        |
|                        |                        | Uedem                  |                        | Xanten                 |

## Geboren
- Gerhard Janssen (1863-1931), Duits kunstschilder
- Kurt Vyth (1910-1977), Duits ondernemer en sportorganisator
- Olaf Bodden (1968), Duits voetballer

## Monumenten
De lijst van beschermde culturele en bouwkundige monumenten in de gemeente telt 203 objecten.(2020)
Daarnaast is er een lijst met natuurlijke monumenten, met bijzondere of oude bomen zoals de gerechtslinde op het marktplein in de altstadt.

## Forensisme
| Pendelaars naar Kalkar uit    | Pendelaars naar Kalkar uit | Pendelaars naar Kalkar uit |                                | Pendelaars uit Kalkar naar | Pendelaars uit Kalkar naar | Pendelaars uit Kalkar naar |
| Herkomstgemeente (woonplaats) | Aantal                     | Afstand in km              | Bestemmingsgemeente (werkplek) | Aantal                     | Afstand in km              |                            |
| ----------------------------- | -------------------------- | -------------------------- | ------------------------------ | -------------------------- | -------------------------- | -------------------------- |
| Kleef                         | 504                        | 8,6                        |                                | Kleef                      | 1.285                      | 14,2                       |
| Goch                          | 390                        | 6,0                        | Goch                           | 442                        | 14,3                       |                            |
| Bedburg-Hau                   | 300                        | 13,3                       | Bedburg-Hau                    | 412                        | 7,3                        |                            |
| Rees                          | 283                        | 9,1                        | Emmerik                        | 332                        | 11,9                       |                            |
| Xanten                        | 247                        | 15,0                       | Uedem                          | 322                        | 8,3                        |                            |
| Emmerik                       | 191                        | 8,9                        | Rees                           | 218                        | 7,9                        |                            |
| Uedem                         | 169                        | 12,8                       | Xanten                         | 209                        | 12,1                       |                            |
| Kevelaer                      | 96                         | 22,8                       | Wesel                          | 139                        | 20,7                       |                            |
| Geldern                       | 63                         | 11,2                       | Kevelaer                       | 120                        | 19,0                       |                            |
| Weeze                         | 62                         | 8,4                        | Duisburg                       | 112                        | 45,3                       |                            |
| Wesel                         | 59                         | 16,0                       | Geldern                        | 110                        | 25,8                       |                            |
| Nederland                     | 56                         | 19,4                       | Moers                          | 91                         | 39,4                       |                            |
| Kranenburg                    | 54                         | 16,8                       | Bocholt                        | 91                         | 23,0                       |                            |
| Duisburg                      | 52                         | 11,9                       | Weeze                          | 76                         | 16,9                       |                            |
| Sonsbeck                      | 40                         | 22,1                       | Düsseldorf                     | 70                         | 66,9                       |                            |
| Overige                       | 817                        | X                          | Overige                        | 1.026                      | X                          |                            |
| Totaal                        | 3.383                      | X                          |                                | Totaal                     | 5.055                      | X                          |

## Afbeeldingen

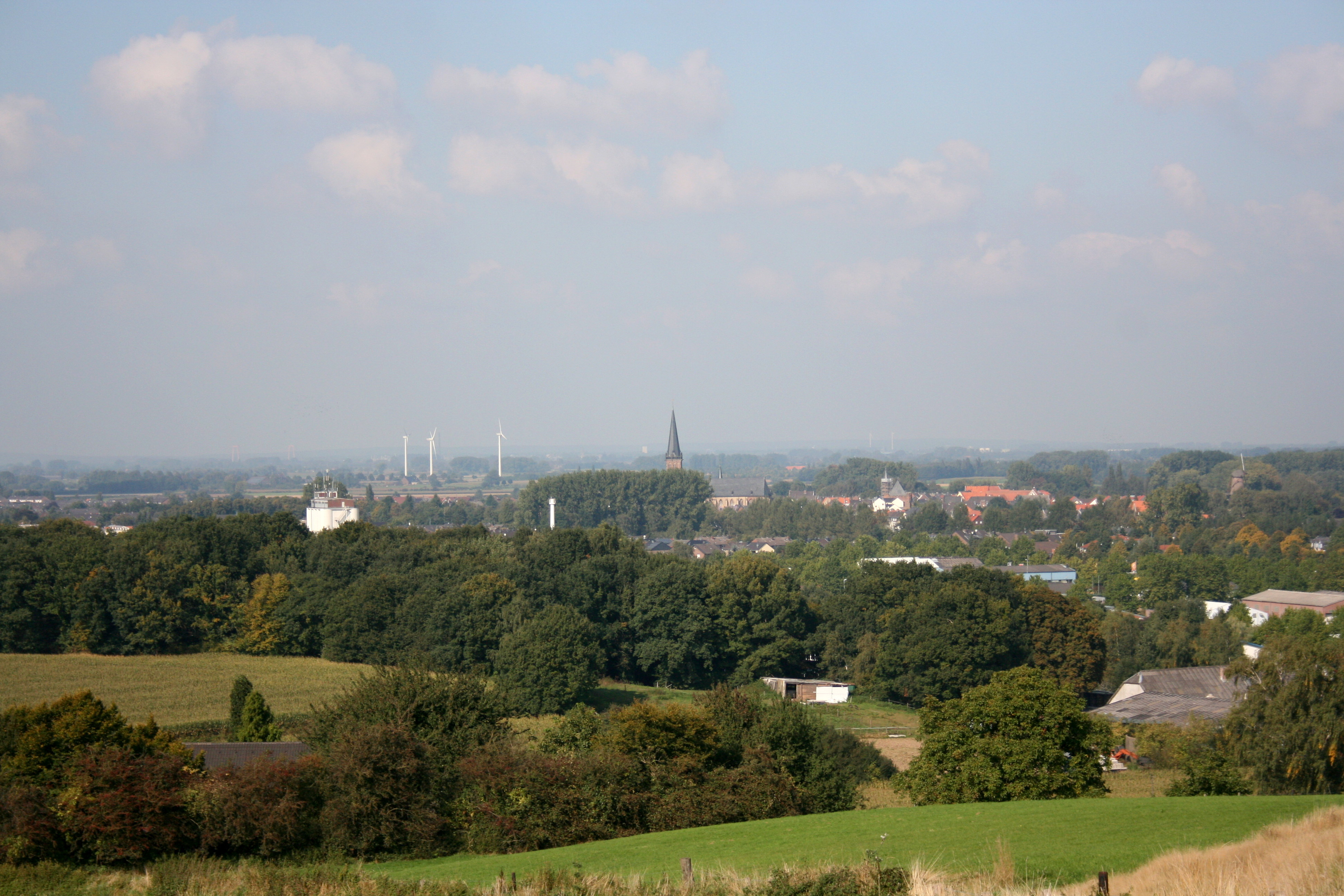
Blik vanaf Altkalkar
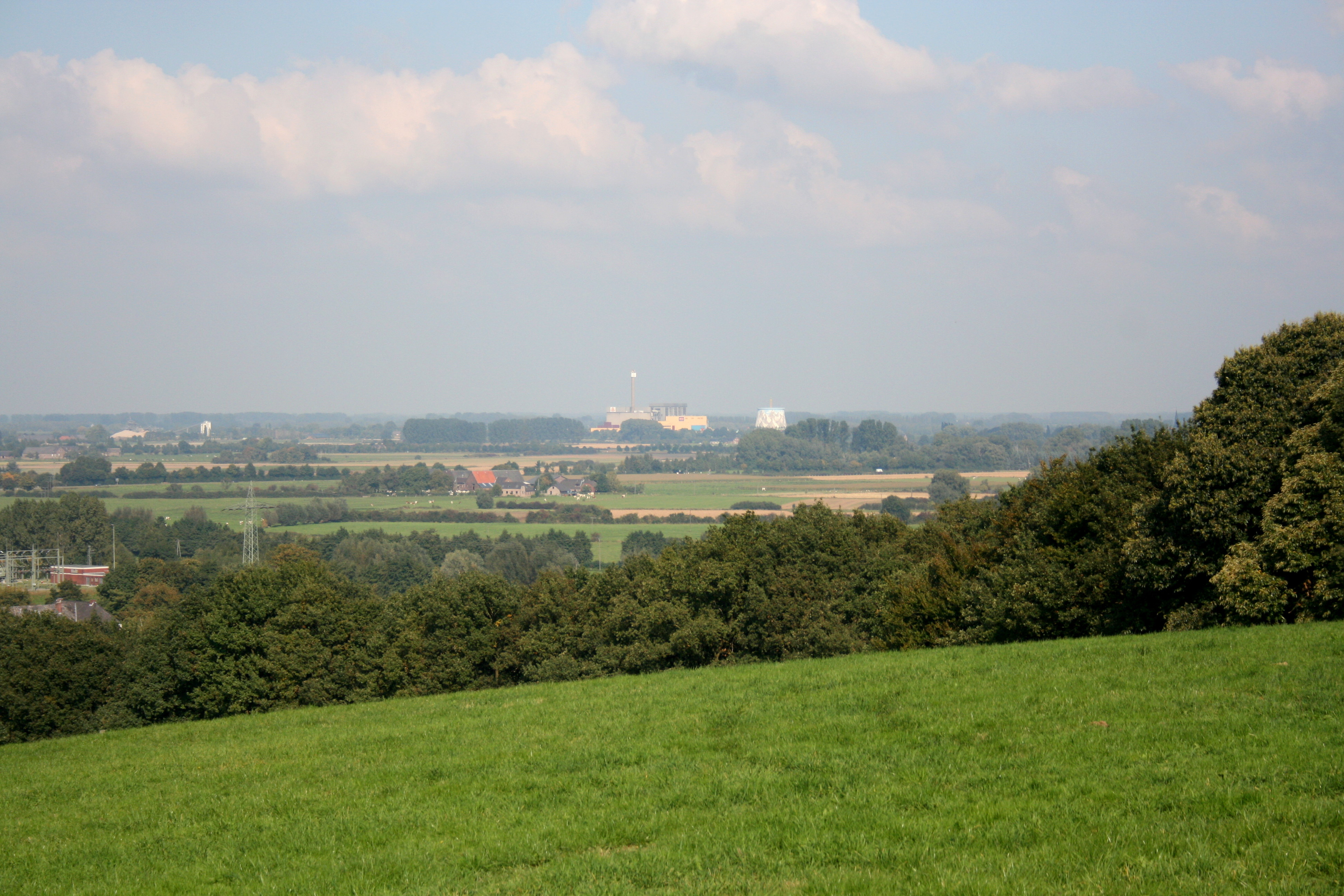
Blik vanaf Altkalkar
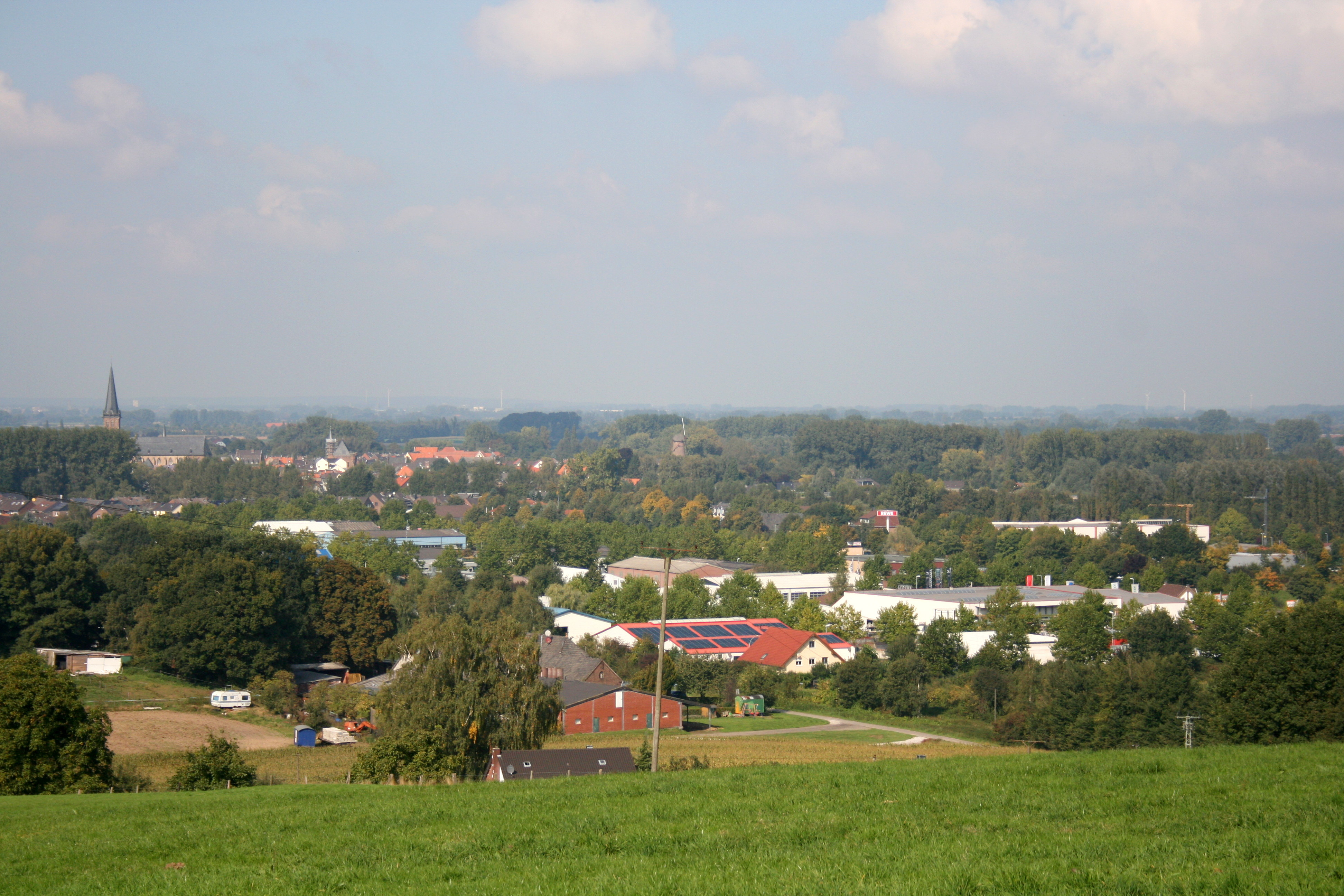
Blik vanaf Altkalkar
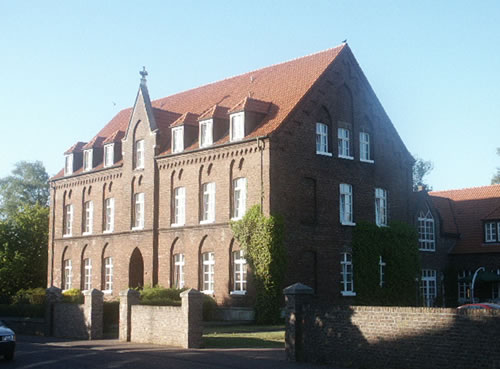
Nederrijnse baksteengotiek